# Хремонидова война
Хремонидова война (греч. Χρεμωνίδειος πόλεμος; 267—261 годы до н. э.) — война Македонии против Афин, Спарты и ряда других греческих полисов, поддержанных Птолемеевским Египтом.

## Предыстория войны
Одержав победу над Пирром и окончательно утвердив свою власть в Македонии, Антигон II Гонат приступил к укреплению владычества Македонии над Грецией. В ряде городов он оставил свои гарнизоны, в других привёл к власти угодные ему тиранические режимы. Особенно энергичные меры Антигон предпринял для усиления своей власти в Афинах, заняв важнейшие крепости Аттики и Пирей своими гарнизонами. Постоянное вмешательство македонян во внутренние дела Афин вызывало желание афинян освободиться от их власти.
Другим противником Македонии была Спарта, которая, хотя и выдержала удар Пирра с помощью македонян, но понимала, что власть деятельного Антигона ничем не лучше власти Пирра. Кроме того, спартанский царь Арей I не оставлял надежд вернуть Спарте её величие в Греции.
Возраставшее могущество Македонии, флот которой господствовал в Эгейском море, начало тревожить египетских Птолемеев. Они поддержали антимакедонские настроения в Греции.
Таким образом, против Македонии был организован общий фронт из афинян, египтян, а также ряда пелопоннесских городов (Спарта, Элида, Тегея, Мантинея, Орхомен, Фигалия, Кафии, ахейские города), на стороне Македонии остались дружественные ему тираны Мегалополя и Аргоса, а также Коринф, занятый македонским гарнизоном.

## Ход боевых действий
Война началась осенью 267 года до н. э. В Афинах в результате ожесточённой политической борьбы к власти пришла антимакедонская группировка Хремонида и Главкона. По предложению Хремонида был принят декрет, провозглашавший союз афинян с пелопоннесцами, а также засвидетельствовавший альянс с египетским царём Птолемеем II, который направил посольство в Спарту и Афины с предложением дружбы против Македонии. При участии Египта возобновилась борьба между критскими городами, часть которых поддерживала Антигона, часть — принадлежала его противникам.
Антигон выступил против Афин с войском и флотом, осадив их плотным кольцом осады. Осада Афин облегчалась тем, что Пирей остался в руках македонян. На помощь Афинам прибыл египетский наварх Патрокл Македонянин. На Пелопоннесе активизировались Спарта и её союзники, однако будучи запертыми в пределах полуострова македонским гарнизоном в Коринфе, они не могли прийти афинянам на помощь.
Боевые действия 266 года до н. э. развернулись в Аттике, где действовал египетский десант, и под Коринфом, где спартанцы безуспешно пытались прорвать оборону македонян на Истме. В Мегарах против Антигона восстал его отряд галатских наёмников, но Антигон выступил против них со всем войском и разбил в сражении. Победа Антигона внесла замешательство в ряды его противников: спартанцы отказались высадиться в Аттике, вскоре из Аттики эвакуировались и египтяне.
В 265 году до н. э. война возобновилась с атаки спартанцев на Коринф. В крупном сражении под Коринфом, где погибли спартанский царь Арей I и сын Антигона Алкионей, македоняне одержали победу и удержали город за собой. Союз пелопоннесских городов немедленно распался, оставив Спарту в одиночестве.
Афины выдерживали осаду. Спарта, в которой павшему Арею наследовал Акротат, была не в состоянии предпринять что-либо против Коринфа и обратилась против пелопоннесских союзников Антигона. В 264 или 263 году до н. э. Акротат напал на Мегалополь, но был наголову разбит мегалопольским полководцем Аристодемом и погиб в сражении.
В результате удачных действий Македонии и её союзников почти все их противники, кроме Афин, вышли из борьбы. Однако для Антигона ситуация осложнилась тем, что эпирский царь Александр II воспользовался его длительным отсутствием и вторгся в Македонию. Антигон был вынужден снять осаду Афин и срочно вернуться в Македонию. В сражении с эпиротами он потерпел поражение и потерял войско, перешедшее на сторону Александра. Однако его брат Деметрий Красивый, несмотря на свой возраст в 13 лет, победил эпиротов в битве при Дердии, изгнал их из страны и отобрал у них Верхнюю Македонию и Фессалию.
Антигон вместе с войском внезапно вернулся под Афины и возобновил осаду. Несмотря на то, что от него неожиданно отпали Коринф и Халкида на Эвбее, а к египетскому флоту у Аттики направилась из Александрии новая эскадра, Антигон сыграл на опережение — он не дал врагам возможности объединиться, выступил с флотом против египтян и разбил их в морском сражении у острова Кос. Его победа принесла ему полное господство в Эгейском море, власть над Кикладским архипелагом, побережьем Карии и Эвбеей.
В 262 году до н. э. сдались Афины, вытерпев все ужасы осады и голода. Македонские гарнизоны утвердились в Афинах, Мегаре, Эпидавре, Трезене. Война закончилась в 261 году до н. э. победой Македонии.

## Итоги войны
С победой в войне Македония прочно утвердила своё господство на Балканах и в Эгейском море. Её противники были ослаблены, а Афины были окончательно обессилены и потеряли какое-либо политическое и военное значение.